# 広域公共路線バス (館林市外四町)
広域公共路線バス（こういきこうきょうろせんバス）は、群馬県の館林市・邑楽郡邑楽町・千代田町・明和町・板倉町の1市4町で共同実施するコミュニティバス。特定の愛称は設定されておらず、運行地域では単に路線バスとも呼ぶ。つゝじ観光バス、館林観光バスに運行委託している。

## 概要

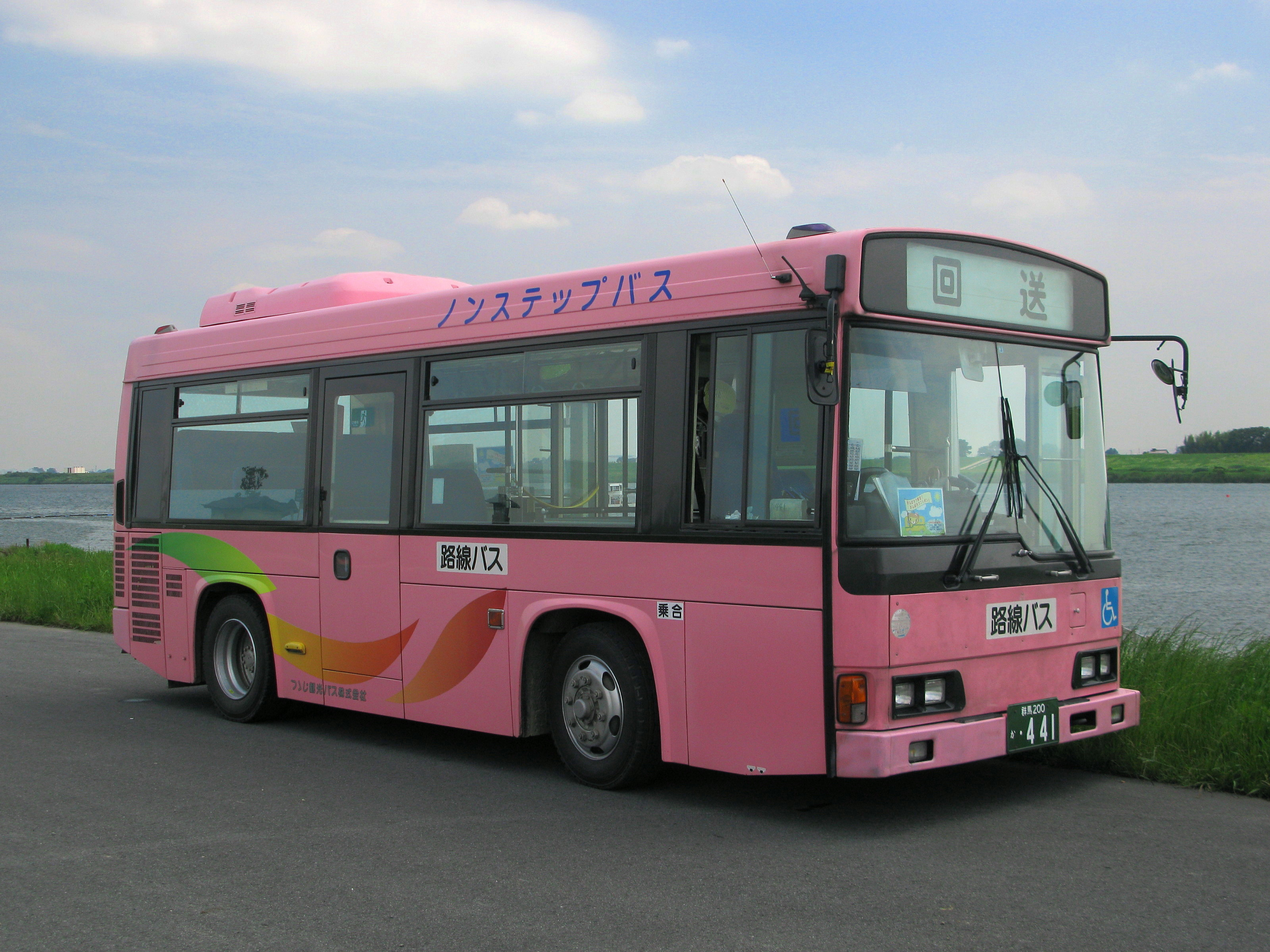
館林・千代田線車両（赤岩渡船）

1市4町で「館林市外四町地域公共交通会議」を組織して運営し、館林都市圏を8路線で広域カバーする。館林駅・館林市街を中心として隣接4町へ放射状に延びる路線を基本としており、コミュニティバスにありがちな1市町村で完結することなく生活圏に合わせた路線設定を行っている。運行地域に一般路線バスが存在しないことから、本コミュニティバスが館林圏における独占的なバス交通網を形成するに至っている。また、東武日光線板倉東洋大前駅や赤岩渡船を結ぶことで鉄道・域外交通機関の短絡線的な性格も持っている。
停留所間隔は一般路線バスと同等の数百メートル単位が基本。運賃は均一200円、学生や高齢者に半額ないし無料制度を設け、さらに当日1回まで無料で乗り継ぎできる制度によって利用者負担を極力抑える工夫がなされている。館林市は1980年代に東武鉄道（現：東武バス）などのバス路線撤退により「バスのない市」を経験したこともあり、地域の足として維持しようという意識も高く比較的利用が多い。2001年度から2005年度の年度別月平均利用者数は25,000人前後で、2002年度の利用実態調査による年代別の利用割合は、10代と60代以上で利用者の約7割を占める。
またこれらの路線とは別に、千代田町では大泉・千代田線（広域公共バスあおぞら、矢島タクシーに委託）、邑楽町では邑楽・太田線（おうらタウンバス、矢島タクシーに委託）を実施している。
館林・明和・板倉線については運行ルートに関して板倉町と明和町で意見対立を生じたため、2020年度（2021年3月31日）で廃止されることになった。代替として館林市内区間については赤羽線（運行開始は2021年3月23日）が、板倉町内区間については板倉町コミュニティバス（運行開始は2021年4月1日）がそれぞれ新設された。
その後、それまでの館林都市圏における館林駅を中心とした一極集中型のバス網から、今後乗客が大きく減少することが見込まれる東武小泉線のサービス水準の維持確保のためとして、東武小泉線の駅を発着する「幹線支線型」バス網への転換を目指すこととし、2022年10月より館林市・邑楽町については東武線と区間が重複している「館林・邑楽・千代田線」を廃止し、館林市内のみを運行する「六郷西線」と邑楽町内のみを運行する「邑楽町内循環線」へ移行されることとなった。

## 沿革
- 1987年（昭和62年）1月1日 - 東武鉄道（現：東武バスグループ）の路線バス撤退により、館林市が当時日本で唯一の「路線バスのない市」になる。
- 1993年（平成5年）9月 - 大島三野谷線（現在の館林・板倉北線、館林・千代田線）の運行開始。その後順次路線拡大。
- 2016年（平成28年）4月1日 - 満70歳以上の運賃を100円に変更。同時にシニアパスを発売。
- 2019年（平成31年）4月1日 - 全路線で館林駅東口 - 厚生病院前間廃止。館林駅東口 - 厚生病院前間を厚生病院シャトル線として独立。
- 2021年（令和3年）3月23日 - 赤羽線の運行開始。[4][7]
- 2021年（令和3年）3月31日 - この日限りで館林・明和・板倉線廃止[3]。
- 2021年（令和3年）12月15日 - 茂林寺巡回線運行開始。[8][9]
- 2022年（令和4年）9月30日 - この日限りで館林・邑楽・千代田線廃止[10][11][12]
- 2022年（令和4年）10月3日 - 六郷西線運行開始[11]
- 2023年（令和5年）4月1日 - 通勤通学ノースライナー運行開始[13]。
- 2023年（令和5年）9月1日 - 館林・明和・千代田線の一部経路とダイヤを変更[14][15]。
- 2024年（令和6年）
  - 2月1日 - 多々良北線を運行開始[16]。多々良巡回線の経路を一部変更（総合福祉センター方面の飛び出し区間廃止、日祝日のみ美術館直行便を設定）[17]。
  - 4月1日 - 館林・板倉北線を廃止。代替で郷谷大島線を運行開始。[18]通勤通学ノースライナーの停留所に「県営住宅前」を追加。

## 現行路線

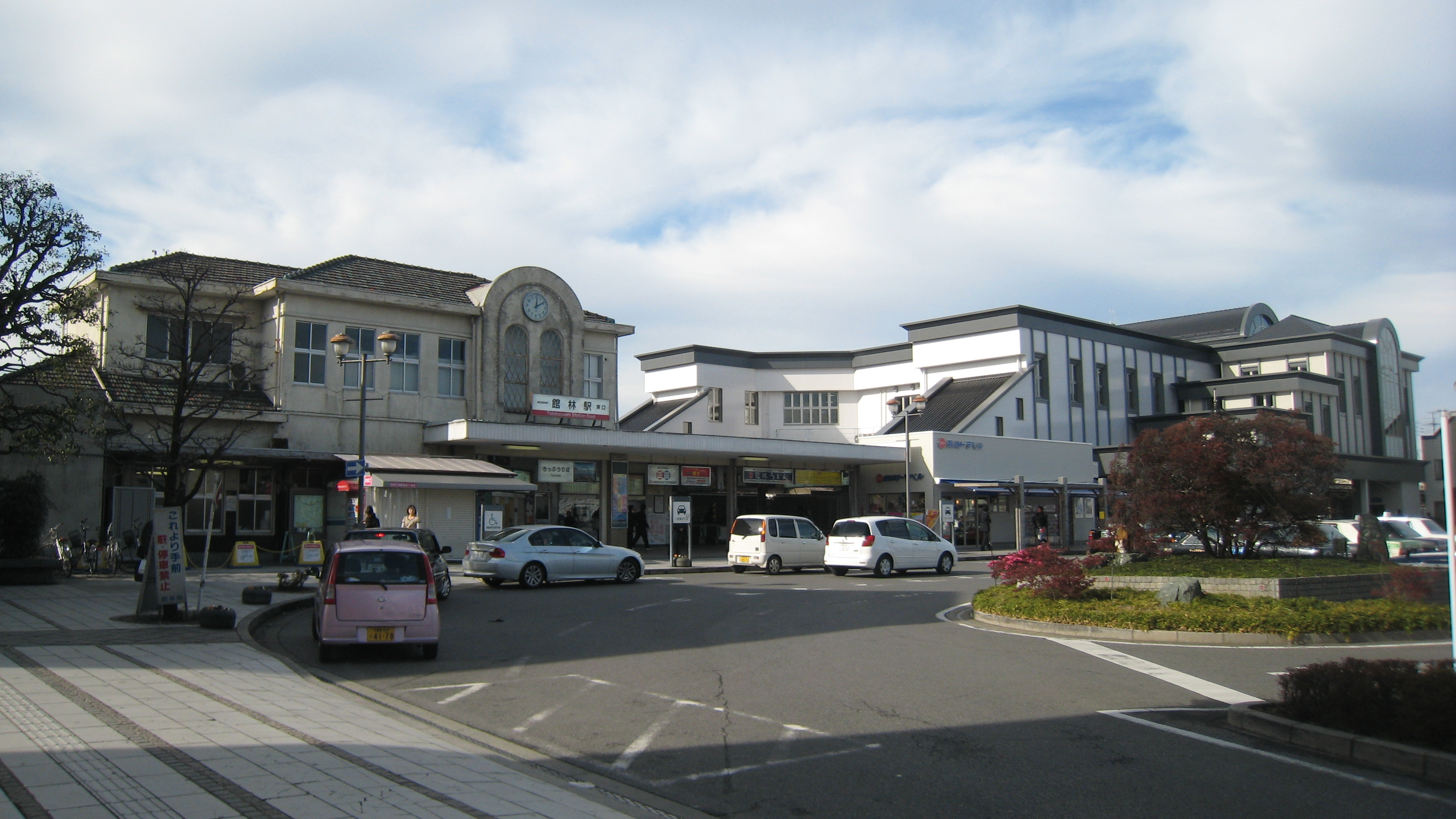
館林駅

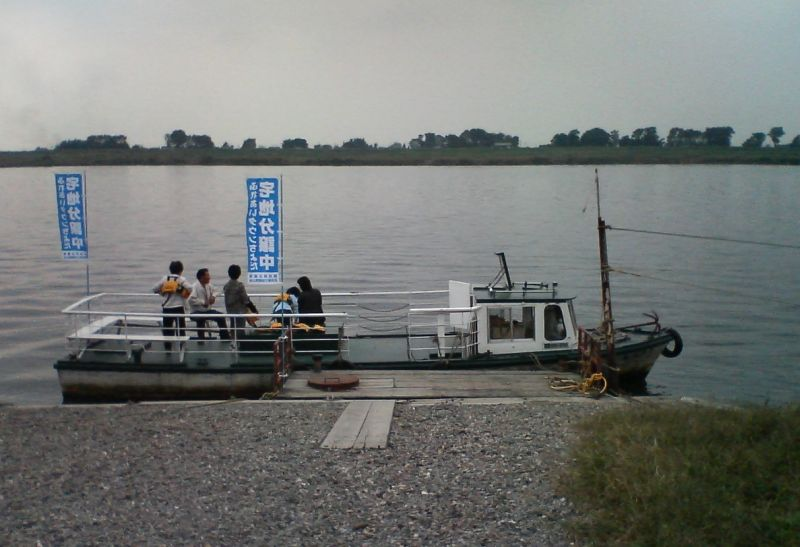
赤岩渡船

### 館林・板倉線
- 館林駅東口 - つつじ町 / 慶友整形外科クリニック - アゼリアモール前 - 館林インター前 / 雷神社前 - （板倉町役場前） - 板倉東洋大前駅西口

### 館林・千代田線
- 館林駅東口 / 館林駅西口 - 上三林 - 千代田町役場前 - 赤岩渡船

### 館林・明和・千代田線
- 館林駅東口 - 館林市役所前 - 館林商工高校 - 明和町役場前 - 川俣駅西口 - コストコ群馬明和倉庫店前（一部便非経由） - ジョイフル本田千代田店（一部便非経由） - 上五箇 - 千代田町役場前

※日曜・祝日および年末年始（12/31～1/3）は運休

### 多々良巡回線
- 館林駅西口 → 厚生病院前（昼間帯のみ経由） → 近藤町 → 西高根町 → 県立館林美術館（昼間帯のみ経由） → 大街道会館前 → 館林駅西口
- 館林駅西口 - （直行） - 県立館林美術館 ※日祝日のみ運行

### 渡瀬巡回線

#### 西巡回
- 館林駅東口 → 足次町会館前 → 上早川田町 → つつじ野団地 → 館林駅東口

#### 東巡回
- 館林駅東口 → 渡瀬歩道橋 → リバーサイドおおしま西 → 瀬戸谷町 → 館林駅東口

### 赤羽線
- 館林駅東口 - 十二社橋北 - 慶友整形外科クリニック西 - アゼリアモール

※週3日（火・木・土曜日）運行（祝日運休）

### 茂林寺巡回線
- 館林駅西口 → 厚生病院前（一部便非経由） → 富士見町 / とりせん富士見町店 → 六郷公民館前 → 館林ケーブルテレビ → 茂林寺前 → 分福公民館 → 茂林寺前駅 → 館林ケーブルテレビ → 六郷公民館前 → 富士見町 / とりせん富士見町店 → 厚生病院前（一部便非経由） → 館林駅西口

※週3日（月・水・金曜日）運行（祝日運休）

### 六郷西線
- 館林駅西口 → 厚生病院前 → とりせん富士見町店 → つつじメンタルホスピタル → 長良神社 → 総合福祉センター → 関東学園南 → とりせん富士見町店 → 館林駅西口

※週3日（月・水・金曜日）運行（祝日運休）

### 通勤通学ノースライナー
- （渡瀬方面、北回り【朝運行】）館林駅東口 → 北部工業団地 → 渡瀬公民館 → 館林駅東口
- （渡瀬方面、南回り【夕運行】）館林駅東口 → 渡瀬公民館 → 北部工業団地 → 館林駅東口
- （大島・郷谷方面、北回り【朝運行】）館林駅東口 → 北部工業団地 → 大島公民館 → 郷谷公民館 → 館林市役所前 → 館林駅東口
- （大島・郷谷方面、南回り【夕運行】）館林駅東口 → 館林市役所前 → 郷谷公民館 → 大島公民館 → 北部工業団地 → 館林駅東口

### 多々良北線
- 館林駅西口 - 厚生病院前 - 大街道会館前 - つつじ野団地 - 日向区民会館 - 多々良駅

※週3日（火・木・土曜日）運行（祝日運休）

### 郷谷大島線

#### 西巡回
- 館林駅東口 → 瀬戸谷町 → 館林市役所前 → リバーサイド自治会センター → 大島公民館 → 正儀内東 → 館林市役所前 → 瀬戸谷町 → 館林駅東口

※週3日（月・水・金曜日）運行（祝日運休）

#### 東巡回
- 館林駅東口 → 館林市役所前 → 新田会館 → アゼリアモール → 東部工業団地西 → 大島公民館 → アゼリアモール → 新田会館 → 館林市役所前 → 館林駅東口

※週3日（火・木・土曜日）運行（祝日運休）

### 厚生病院シャトル線
- 館林駅東口 - 大街道一丁目南 - 厚生病院前

## 廃止路線

### 館林・明和・板倉線
（2021年3月31日をもって廃止。運行はつゝじ観光バス）
- 館林駅東口 - 下江黒 - 板倉東洋大前駅西口

### 館林・邑楽・千代田線
（2022年9月30日をもって廃止。運行はつゝじ観光バス）
- 館林駅東口 / 館林駅西口 - 近藤町 - 邑楽町役場 / 靴掛第三工業団地 - 大日北 - 千代田町役場前

### 館林・板倉北線
- 館林駅東口 / アゼリアモール - 大鳥神社入口 - 西丘神社入口 / 大荷場住民センター前 - 板倉東洋大前駅西口
  - 2024年3月末を持って運行終了。館林市内のエリアは4月から運行開始の郷谷大島線、板倉町内のエリアは同じく4月から運行開始の「板倉町コミュニティバス北線」により代替される[19]。

## 運賃・乗車券
- 普通旅客運賃
  - 一般：200円
  - 子ども（1歳以上 - 小学生未満）：100円
  - 学生（小学生 - 大学生）：100円
  - 満65歳以上70歳未満：100円
  - 乳児（1歳未満）：無料
  - 満70歳以上：無料（2016年3月31日まで）、100円（2016年4月1日から）

各路線当日1回のみ乗り継ぎ無料
- 回数券
2,000円（2,200円分）、1,000円（1,100円分）、500円（550円分）の3券種を発売。

PASMOなどの乗車カード類は使えない。
- 定期券
  - 1ヶ月、3ヶ月の2券種を発売。割引率は4 - 5割5分。
- シニアパス（2016年4月1日から）
  - 1ヶ月（500円）、3ヶ月（1500円）の2券種を発売。満70歳以上限定。

## 車両

### つつじ観光バス
- 館林・板倉線　- いすゞ・エルガ（LV290系）、いすゞ・エルガミオ（LR290系）
- 館林・板倉北線 - 日野・リエッセ（リフトなし・中折戸）→日野・ポンチョ（2ドアロングボディ）
- 館林・明和・板倉線 - 日野・レインボーHR（7m車）
- 館林・千代田線 - 日野・ポンチョ（2ドアロングボディ）
- 館林・邑楽・千代田線 - 日野・レインボーHR（7m車）
- 多々良巡回線 - BYD・J6（2ドア車）
- 渡瀬巡回線 - トヨタ・ハイエース（車椅子リフト付き）
- 厚生病院・館林駅シャトルバス - トヨタ・ハイエース（車椅子リフト付き）

### 館林観光バス
- 館林・明和・千代田線 - 日野・レインボーHR（7m車）